# 棉蘭福建話
棉蘭福建話，又稱棉兰闽南语，是一种在印尼棉兰使用的福建话域外变体。這種語言是由早期福建漳州移民到棉蘭帶到這裡的，為棉蘭以及北蘇門答臘省週邊城市的通用語。雅加達等地的一些棉蘭華人移民社群也講這種語言。棉蘭福建話是漳州腔的一個方言，以海澄三都一帶的方言為基礎，有大量借用了潮州話、廣府話、馬來語以及印尼語的用詞。
它主要是口語方言：包括棉蘭福建話在內的福建話傳統上是口頭傳承的，很少以福建話白話文轉錄。此外，印尼新秩序時期也實施戒嚴，壓制和禁止在公共場合展示漢字和中華文化。然而，隨著社群媒體的興起，棉蘭福建話經常被轉錄成印尼語正字法，完全忽略了聲調標記。
棉蘭福建話與馬來西亞、新加坡等國家使用的其他閩南語方言相比，棉蘭福建話相對容易理解。但跟檳城福建話這兩者驚人的相似，如果棉蘭福建話使用者在談話中沒有大量混用日里馬來語方言和印尼語借詞，可能很難區分兩者。

## 歷史
從語言學上來說，棉蘭福建話的起源可以追溯到檳城福建話及其吉打漢方言根。早期華人在棉蘭的活動可以在Kampai島和 Kota China找到。 1823 年，約翰·安德森被派往蘇門答臘東海岸執行外交任務時，他描述說，在日里的地方，華人非常少，而在亞沙漢縣，則有大約 50 到 100 名華人。當時，蘇門答臘東海岸與檳城和馬六甲之間的貿易已經非常發達。
日里崛起為主要的菸草出口商，吸引了大量來自檳城的華人苦力（契約勞工）。到了1890年，東蘇門答臘的華人苦力人數已增加至53,806人。檳城人在日里經濟中的重要性以及檳城精英峇峇娘惹和五大公司的影響力是不可否認的。謝自友（1841-1931）是謝公司的創辦人之一，出生於東蘇門答臘(今北蘇門答臘省)冷吉縣。邱朝仲 (1840-1916) 是辜禮歡 (檳城第一任華人甲必丹) 的外曾孫，邱悅成 (邱公司創辦人) 的孫子。他曾擔任亞沙漢縣華人上尉達 26 年。檳城著名的張弼士與棉蘭的甲必丹華人張耀軒及張爵軒也有親戚關係，他們三人壟斷了東蘇門答臘的主要商品。檳城和棉蘭之間的文化聯繫不僅限於距離。人們甚至可以在崇拜拿督等儀式和互相分享的娘惹菜餚中發現很強的相似之處。
羅素瓊斯（Russell Jones）在他的文章《漳州福建人是南洋真正的先驅者》中，努力證實漳州人早期的存在，不僅在檳城，而且還在馬六甲、巴達維亞和群島的其他地方。此外，馬來藉詞（batu、mana、binatang、tapi）、「福建化」的馬來語術語（lokun、sukak）以及已成為棉蘭福建話詞彙標準的檳城福建話中的吉打漢方言（gatai）驚人的相似性，證明了其血統。
棉蘭福建話也跟檳城福建話一樣受到潮州話的顯著影響，因為菸草繁榮時期潮州苦力佔據了主導地位。日本侵華、東蘇門答臘革命、蘇哈托新政權等事件割裂了兩座城市之間的兩岸文化親緣關係。此後，兩種方言逐漸分化和發展，檳城福建話變得更加英語化和華語化，而棉蘭福建話則變得更加印尼化。

## 参閲
- 厦门话
- 新加坡福建话
- 槟城福建话

## 外部連結
- Medan & Penang Hokkien Podcast （閩南文）